# Visconti di Cabrera
La Viscontea di Cabrera (in catalano: Vescomtat de Cabrera, in latino: Vicecomitatus de Capraria, in spagnolo: Vizcondado de Cabrera) fu una giurisdizione feudale esistita in Catalogna tra il XII e il XIX secolo, che si estendeva in gran parte delle attuali comarche di Selva, Alt Maresme, l'estremità orientale del Vallès Oriental e Collsacabra. La capitale economica ed amministrativa era Hostalric.
Da questo Stato feudale trae origine il titolo nobiliare spagnolo di Visconte di Cabrera.

## Storia
Il primo signore documentato del castello di Cabrera, situato sul colle omonimo dell'odierno comune catalano di L'Esquirol, in provincia di Barcellona, fu un nobile di nome Gausfredo nel 1002. Suo figlio Gueraldo I, sposò Ermessenda di Montsoriu, la figlia di Amat, visconte di Girona, ed attraverso questa unione la Viscontea di Girona si legò alla stirpe dei Cabrera.
Nel 1145, Gueraldo III di Cabrera detto il Trovatore, divenne visconte di Girona, e il medesimo cambiò il nome al feudo a cui fu data la denominazione di Viscontea di Cabrera. A seguito dell'unione dinastica tra il Principato di Catalogna - da cui dipendeva - ed il Regno d'Aragona avvenuta nel 1162, la Viscontea di Cabrera entrò a far parte della nuova confederazione denominata Corona d'Aragona. La viscontea, pur essendo uno Stato feudale, godette di larga autonomia politica, fiscale, giuridica e militare.
I Cabrera ebbero il possesso del viscontado fino al 1565, per poi passare per via ereditaria agli Enriquez: Luis Enríquez de Cabrera, duca di Medina de Rioseco e XIX visconte di Cabrera, nel 1572 vendette lo Stato a Francisco de Moncada y Cardona, conte di Aitona, assieme alla Contea di Osona e alla Viscontea di Bas. Nel 1623, i Moncada vendettero la signoria di Cabrera al mercante Esteve Alemany i Florit, riservandosi il diritto di "ricompra".
Dai Marchesi di Aitona la Viscontea di Cabrera passò nel 1727 per via ereditaria ai Fernández de Córdoba, che possedettero fino al 1843, anno in cui venne deliberata l'abolizione del feudalesimo nel Regno di Spagna. Il titolo di Visconte di Cabrera rimase in possesso dei Fernández de Córdoba fino al 2013, e assieme agli altri titoli del casato è pervenuto per via ereditaria al casato tedesco degli Hohenlohe-Langenburg.

## Cronotassi dei Visconti di Cabrera

### Periodo feudale
- Gueraldo di Cabrera (1145-1180)
- Ponzio di Cabrera e Queralt (1180-1199)
- Gueraldo di Cabrera e Urgell (1199-1229)
- Gueraldo di Cabrera e Castro (1229-1242)
- Gueraldo di Cabrera e Moncada (1242-1278)
- Marchesa di Cabrera e Berga (1278-1313)
- Ponzio VI di Empúries (1313-1322)
- Marchesa di Cabrera e Berga (1322-1328)
- Bernardo di Cabrera e Montclús (1328-1332)
- Bernardo di Cabrera e Aguilar (1332-1343)
- Ponzio di Cabrera e Fenollet  (1343-1349)
- Bernardo di Cabrera e Aguilar (1349-1364)
- Bernardo di Cabrera e Fenollet (1364-1368)
- Bernardo di Cabrera e Foix (1350-1423)
- Bernardo Giovanni di Cabrera e Aragona (1423-1466)
- Giovanni di Cabrera e Prades (1466-1474)
- Giovanni di Cabrera e Ximenes (1474-1477)
- Anna di Cabrera e Ximenes (1477-1526)
- Anna de Cabrera y Moncada (1526-1565)
- Luis Enríquez de Cabrera (1565-1572)
- Francisco de Moncada y Cardona (1572-1594)
- Gastón de Moncada y Gralla (1594-1626)
- Francisco de Moncada y Moncada (1626-1635)
- Guillén Ramón de Moncada y Castro (1635-1670)
- Miguel Francisco de Moncada y Silva (1670-1674)
- Guillén Ramón de Moncada y Portocarrero (1674-1727)
- María Teresa de Moncada y Benavides (1727-1756)
- Pedro de Alcántara Fernández de Córdoba y Moncada (1756-1789)
- Luis María Fernández de Córdoba y Gonzaga (1789-1806)
- Luis Joaquín Fernández de Córdoba y Benavides (1806-1840)
- Luis Tomás Fernández de Córdoba Ponce de León (1840-1843)

### Periodo post-feudale
- Luis Tomás Fernández de Córdoba Ponce de León (1843-1873)
- Luis María de Constantinopla Fernández de Córdoba y Pérez de Barradas (1873-1879)
- Luis Jesús Fernández de Córdoba y Salabert (1881-1956)
- Victoria Eugenia Fernández de Córdoba y Fernández de Henestrosa (1959-2013)
- Victoria Elisabeth de Hohenlohe-Langenburg y Schmidt-Polex (2018-)